# 러시아 24
로시야 24(러시아어: Россия 24)은 러시아의 텔레비전 채널이다.